# Ilie Verdeț
Pour les articles homonymes, voir Verdet.
Ilie Verdeț (né le 10 mai 1925 à Comănești et mort le 20 mars 2001 à Bucarest) est un homme d'État roumain. Il fut l’avant-dernier Premier ministre du régime de Nicolae Ceaușescu, du 29 mars 1979 au 21 mai 1982. Constantin Dăscălescu lui succède. Il était le beau-frère de Nicolae Ceaușescu.
Il a rejoint le Parti communiste de Roumanie en 1945.